# Aeroporto de Perth
O Aeroporto de Perth (em inglês: Perth Airport) é um aeroporto internacional localizado em Perth, na Austrália sendo o quarto mais movimentado do país.